# Храм Димитрия Ростовского (Краснополец)
Церковь Димитрия Pостовского — утраченный домовый православный храм, располагавшийся в селе Краснополец Торопецкого района Тверской области. Находился в имении графа Кушелева. Уничтожен в советское время.

## История
До революции деревня Краснополец называлась усадьбой Овсяково и входила в состав Холмского уезда Псковской губернии.
4 декабря 1803 года хозяин усадьбы Г. Г. Кушелев обратился в канцелярию священного синода с прошением о разрешении на устройство церкви и определении к ней священника. Каменный домовой храм был построен в 1806 (по другим данным в 1804) году в одном из флигелей дворца и был освящён во имя митрополита Димитрия Ростовского. Для исполнения иконостаса церкви был приглашен Боравиковский.
Собственного причта не имел. Сначала храм был приписан к Успенской церкви на исчезнувшем в настоящее время погосте (урочище Столопно). В начале XX века приписан к получившему собственный причт Вознесенскому храму на погосте Захоломье.
Вскоре после революции имение подожгли, в 1936 году сохранившиеся после пожара здания были частично разобраны.